# Filibuster (avonturier)
De naam filibuster of filibustier wordt gegeven aan meestal Amerikaanse personen die in de negentiende eeuw staten probeerden te stichten of veroveren in Latijns-Amerika. De naam komt van het Nederlandse woord vrijbuiter.
Een van de bekendste filibusters was William Walker. Walker heeft in 1853 de Mexicaanse staten Neder-Californië en Sonora weten te veroveren en er een kortstondige republiek gesticht. Hij werd echter snel verslagen door het Mexicaanse leger en vluchtte terug naar de Verenigde Staten. Hij werd aangeklaagd wegens illegale oorlogvoering, maar werd vrijgesproken. In 1855 wist hij Nicaragua te veroveren, en benoemde zichzelf tot president. Twee jaar later werd hij echter afgezet door het Amerikaanse leger. Hij stierf in 1860 tijdens een poging Honduras te veroveren.
Filibusters werden soms gesteund door de Amerikaanse regering. Dit was voornamelijk het geval met filibusters die zich in Texas en Californië vestigden, omdat die diensten konden bewijzen bij het veroveren van deze gebieden op Mexico.
De term filibusteren, het nodeloos rekken van vergaderingen, is afgeleid van deze term.

## Bekende filibusters
- Aaron Burr
- Henry A. Crabb
- Narcisco López
- John A. Quitman
- Gaston de Raousset-Boulbon
- William Walker